# Иван Бърнев
Иван Георгиев Бърнев е български театрален и филмов актьор.

## Биография
Иван Бърнев завършва НАТФИЗ „Кръстьо Сарафов“ със специалност „Актьорско майсторство за драматичен театър“ през 1996 г. в класа на проф. Стефан Данаилов с асистенти Илия Добрев и Ивайло Христов.
Влиза в екипа на Младежкия театър, където дебютира с ролята на Пинокио в представление, поставено от Андрей Аврамов. Участва в телевизионното предаване „Хъшове“ в периода 1998 – 2000 г. Следват роли в театъра, по-важни от които са „Вечеря за тъпаци“, за която печели награда „Аскеер“ за изгряваща звезда през 2002 г., и „Полет над кукувиче гнездо“ на Александър Морфов, за която печели и „Аскеер“, и „Икар“ през 2011 г. за ролята на ранимия Били Бибит в драматизацията на „Полет над кукувиче гнездо“ на Кен Киси, на Народен театър „Иван Вазов“.
Бърнев има заслуги в българското кино, с роли в съвременни филми като „Стъпки в пясъка“, „Зад кадър“ и „Лейди Зи“. През 2006 г. е номиниран за най-добра главна роля на филмовия фестивал „Берлинале“ за ролята му на младия Ян Дите във филма на Иржи Менцел – „Obsluhoval jsem anglického krále“ („Обслужвах английския крал“). В интервю по време на Московския филмов фестивал през 2010 г. обаче твърди, че не го разпознават заради киноролите му.
През 2012 г. Иван Бърнев участва в драматичния сериал на bTV „Къде е Маги?“, римейк на чилийския сериал „¿Dónde está Elisa?“, в ролята на разследващия полицай Андрей Чернев.
През 2022 г. Бърнев изпълнява главната роля в испанско-българския игрален филм „Васил“ (Vasil), за която получава наградата за най-добър актьор на кинофестивала във Валядолид съвместно с екранния си партньор Карра Елехалде.

## Филмография
- „Те, вълните“ (сериал) (2025)
- „Алфа“ (сериал) (2024) - генерал Ковачев
- „Васил“ (2022) – Васил
- „Отдел Издирване“ (2021) – Радо
- „В кръг“ (2019) -
- „Бащата“ (2019) – Павел
- „Имало една война“ (2019) – Стайко
- „Островът на сините птици“ (2019), 8 серии – бащата на Ники
- „8’19““ (2018), 6 новели
- „Малко късмет за по-късно“ (2017)
- „Врагове“ (2017) – поручик Ахтаров
- „Къде е Маги?“ (2012) – разследващ полицай Андрей Чернев
- „Кецове“ (2011) – Иво
- „Стъпки в пясъка“ (2010) – Слави
- „Зад кадър“ (2010) – Антон Кръстев
- „Козелът“ (2009) – Йона
- „Train“ (2008)
- Obsluhoval jsem anglického krále (2006) – Ян Дите
- „Нощ и ден“ (2006)
- Приятелите ме наричат Чичо (тв, 2006)
- Пату (2005)
- Лейди Зи (2005) – Найден Петков, шампион по спортна стрелба
- Последната пастирка (2005) – Гражданинът
- Лист отбрулен (2002) – Илми, слабоумния племенник на врачката
- Калабуш (2002)
- Екзекуция (2000) – Първият
- Хайка за вълци (2000), 6 серии – Марчо Джелебов
- Двама мъже извън града (1998) – Майкъла
- Съботна история (1995 – 2000) 82 серии, Франция – Мерло в Пастьор – 5 години на ярост
- Вълкадин говори с Бога (1995) – войник

## Роли в театъра
- „Рицар на светия дух“ (по Боян Папазов; реж. Маргарита Младенова) – Светъл Дух
- „Ръкомахане в Спокан“ (по Мартин Макдона; реж. Явор Гърдев) – Кармайкъл
- „Облак Рай“ (по Н. Достал; реж. Богдан Петканин) – Коля
- „И все пак, животът е прекрасен“ (по Николай Ердман; реж. Александър Морфов ) – (2024)
- „Празникът“ (по Томас Винтербер; реж. Явор Гърдев) – Хелге (2019)
- „Процесът против богомилите“ (по Стефан Цанев; реж. Маргарита Младенова) – Стефан (2016)
- „Херкулес и Авгиевите обори“ (по Фридрих Дюренмат; реж. Ивайло Христов) – Херкулес (2013)
- „Полет над кукувиче гнездо“ (по Кен Киси; реж. Александър Морфов) – Били Бибит (2011)
- „Лейтенанта от Инишмор“ (по Мартин Макдона; реж. Ивайло Христов) – Порик
- „Да играеш жертвата“ (по Братя Преснякови; реж. Ивайло Христов) – Капитана
- „Никой не знае, че съм куче“ (по Алън Дейвид Пъркинс; реж. Съни Сънински)
- „Чайка“ (по А. П. Чехов; реж. Крикор Азарян, роля-Медведенко (2007)
- „Атентаторите“ (по Георги Данаилов; реж. Красимир Спасов) – Димитър Мечев (2006)
- „Картоиграчи“ (по Н.В. Гогол; реж. Иржи Менцел) – Ихарев (2005)
- „Плебеи по рождение“ (по Христо Смирненски; реж. Маргарита Младенова) – министър и други роли (2005)
- „Абсолвента“ (по Тери Джоунс; реж. Ивайло Христов) – Бенджамин Брадок (2004)
- „Мнимият болен“ (по Молиер; реж. Иржи Менцел) – годеник на Анжелика (2003)
- „Къде беше снощи?“ (по Алън Ейкбърн; реж. Иржи Менцел) (2003)
- „Повелителят на глупците“ (по Ний Саймън) – Леон Толчински (2002)
- „Вечеря за тъпаци“ (по Франсис Вебер; реж. Иржи Менцел) – Франсоа Баладур (2001)
- „Хотел Европа“, международен проект – Австрия, Германия, Франция, Швеция, Италия (2000)
- „Предложение“ (по А. П. Чехов) – Иван Василиевич (1999)
- „Паника в хотела“ (по Ерве Матиньон; реж. Б. Банов) (1997)
- „Уестсайдска история“ (по Ленърд Бърнстейн) – Тони (1996)

## Награди
- 2011 – Награда „Аскеер“ (поддържаща роля) – Били Бибит в „Полет над кукувиче гнездо“
- 2011 – Награда „Икар“ (поддържаща роля) – Били Бибит в „Полет над кукувиче гнездо“
- 2007 – Награда на „Друмеви театрални празници“ в Шумен (поддържащ актьор) – Димитър Мечев в „Атентаторите“
- 2006 – Награда на Съюза на филмовите дейци (главна мъжка роля) – Найден Петков във „Лейди Зи“
- 2002 – Награда „Аскеер“ (изгряваща звезда) – Франсоа Баладур в „Вечеря за тъпаци“